# Joakim Fredrik av Brandenburg
Joakim Fredrik av Brandenburg, tyska: Joachim Friedrich von Brandenburg, född den 27 januari 1546 på Berlins stadsslott, död den 18 juli 1608 i Köpenick, var kurfurste och markgreve av Brandenburg 1598–1608.

## Biografi
Joakim Fredrik var son till kurfursten Johan Georg av Brandenburg och dennes första hustru Sofia av Liegnitz och tillhörde huset Hohenzollern.
Joakim Fredrik var 1566–98 luthersk administrator till ärkebiskopsdömet Magdeburg och efterträdde vid 52 års ålder sin far, Johan Georg, som kurfurste av Brandenburg 1598. Genom ett familjefördrag 1599 stadgade han Brandenburgs odelbarhet. Samma år lät han söka efter metallförekomster i Driesen i Neumark, utan resultat. I Joachimsthal grundade han 1601 Brandenburgs första glashytta och lät böhmiska glashantverkare slå sig ner i orten, som 1604 också fick stadsrättigheter. 1602 lät han bygga en fästning i Driesen. 
Den första Finowkanalen mellan Oder och Havel, föregångaren till den senare Oder-Havelkanalen, påbörjades på Joakim Fredriks order 1603.
Vid Georg Fredriks av Ansbach död 1603 övertog han titeln som administrator av hertigdömet Preussen och regerade Preussen i sin släkting Albrekt Fredriks namn under dennes sinnessjukdom. 1604 instiftade han Geheimerådskollegiet som översta förvaltningsmyndighet i Brandenburg.
1607 grundade han Joachimsthalsches Gymnasium.
Joakim Fredrik förmäldes 1570 med Katarina av Brandenburg-Küstrin; deras dotter Anna Katarina blev danske kungen Kristian IV:s gemål. 
På en resa mellan Storkow och Berlin 1608 drabbades Joakim Fredrik av ett slaganfall och avled i Köpenick den 18 juli. Sonen Johan Sigismund efterträdde honom.

## Minnesmärken
Monumentet över Joakim Fredrik i Siegesallee utfördes av Norbert Pfretzschner och avtäcktes 1900. Det förstördes i andra världskriget och endast delar av sidofigurerna finns bevarade. Sedan 2006 finns ett monument över Joakim Fredrik på Joachimsplatz i staden Joachimsthal, som bär hans namn.

## Familj
Första äktenskapet med Katarina av Brandenburg-Küstrin ingicks 8 januari 1570. I detta äktenskap föddes:
1. Johan Sigismund (1572–1619), kurfurste av Brandenburg 1608–1619
2. Anna Katarina (1575–1612), drottning av Danmark, gift med kung Kristian IV av Danmark
3. Johan Georg (1577–1624), hertig av Jägerndorf (Krnov) 1606–1622
4. August Fredrik (1580–1601)
5. Albrekt Fredrik (1582–1600)
6. Joakim (1583–1600)
7. Ernst (1583–1613)
8. Barbara Sofia (1584–1636), gift med hertig Johan Fredrik av Württemberg
9. Kristian Vilhelm (1587–1665), administrator och ärkebiskop av Magdeburg 1598–1631

Andra äktenskapet med Eleonora av Preussen (1583–1607) ingicks 1603. I äktenskapet föddes:
1. Maria Eleonora (1607–1675), gift med pfalzgreve Ludvig Filip av Simmern